# Дилан Макдермот
Марк Ентони Макдермот (енгл. Mark Anthony McDermott; рођен 26. октобра 1961. у Вотерберију, Конетикат), познатији као Дилан Макдермот (енгл. Dylan McDermott), амерички је позоришни, филмски и ТВ глумац.
Познат је по филмовима Хамбургер хил (1987), Телма и Луиз (1991), На линији ватре (1993), Чарлијев свет (2012), Пад Олимпа (2013) и серијама Америчка хорор прича, Адвокатура за које је освојио Златни глобус за најбољег глумца у телевизијској серији - драма 1999. године.